# Psihologija, o naravi ljudske duše
Psihologija, o naravi ljudske duše / Psihologija o temelju ljudske duše (hrvatski prijevod latinskog izvornika Psichiologia de ratione animae humanae) je djelo hrvatskog književnika Marka Marulića. Nastalo je u razdoblju od 1510. do 1517. godine.
Djelo nije očuvano. Za djelo se samo zna po naslovu u popisa Marulićevih radova u Marulićevu životopisu (Vita Marci Maruli Spalatensis) Frane Božičevića Natalisa. Prema tomu sadržava prvo spominjanje termina »psihologija« u književnim izvorima, dakle čak šezdesetak godina prije njemačkog filozofa Rudolfa Gockela (Rudolf Goclenius, 1590. rabeći grčki alfabet), kojeg se u literaturi obično spominje kao tvorca navedena pojma. 